# Кальнинг, Борис Яковлевич
Бори́с Я́ковлевич Ка́льнинг (1897, Пенза — ?) — деятель ГПУ/НКВД СССР, капитан государственной безопасности. Входил в состав особой тройки НКВД СССР, внесудебного и, следовательно, не правосудного органа уголовного преследования.

## Биография
Борис Яковлевич Кальнинг родился в 1897 году в Пензе в семье управляющего имением. В 1917 году окончил 8 классов мужской гимназии. С июля по ноябрь 1917 года по призыву служил в русской армии. С декабря 1917 года по июнь 1918 года работал в Пензенском губернском уголовном розыске. Далее до августа 1921 года служил в РККА. Там же, в апреле 1920 года стал членом РКП(б).
В органах ВЧК−ОГПУ−НКВД с 1921 года:
- 1921—1923 годы — уполномоченный, заведующий отделением Пензенской губернской ЧК, помощник начальника Череповецкого губотдела ГПУ.
- 1923—1926 годы — заместитель начальника Череповецкого губотдела ГПУ, начальник секретно-оперативной части Череповецкого губотдела ГПУ.
- 1926—1927 годы — сотрудник ГПУ на Северном Кавказе; начальник Карачаево-Черкесского облотдела ГПУ, инспектор, старший инспектор Организационного отдела Административно-организационного управления Полномочного представительства ОГПУ по Северо-Кавказскому краю.
- 1927—1929 годы — секретарь Полномочного представительства ОГПУ по Северо-Кавказскому краю, сотрудник для особых поручений при начальнике Секретно-оперативного управления ОГПУ СССР.
- 1929—1931 годы — 2-й секретарь Секретно-оперативного управления ОГПУ СССР.
- 1931—1932 годы — сотрудник Полномочного представительства ОГПУ по Средней Азии.
- 1932—1934 годы — секретарь Полномочного представительства ОГПУ по Северо-Кавказскому краю, заместитель начальника Дагестанского облотдела ГПУ.
- 1934—1935 годы — заместитель начальника УНКВД Дагестанской АССР.
- 1936—1937 годы — помощник секретаря НКВД СССР, начальник 6-го отделения 5-го отдела ГУГБ НКВД СССР.
- 1937—1939 годы — заместитель начальника УНКВД Южно-Казахстанской области, и. о. начальника УНКВД Южно-Казахстанской области. Этот период отмечен вхождением в состав особой тройки, созданной по приказу НКВД СССР от 30.07.1937 № 00447[2] и активным участием в сталинских репрессиях[3].

## Завершающий этап
Арестован 17 апреля 1939 года. Приговорён 21 ноября 1939 года Военным трибуналом войск НКВД Казахской ССР по статье 193-17 «б» (воинские должностные преступления — злоупотребление властью при наличии особо отягчающих обстоятельств) УК РСФСР к десяти годам ИТЛ. Содержался в Карлаге. Дальнейшая судьба неизвестна.

## Награды
- 26.5.33 — Знак Почётный сотрудник госбезопасности